# Francis Garren
Francis Garren es un deportista estadounidense que compitió en judo. Ganó una medalla de oro en el Campeonato Panamericano de Judo de 1970, en la categoría de +93 kg.

## Palmarés internacional
| Campeonato Panamericano | Campeonato Panamericano | Campeonato Panamericano | Campeonato Panamericano |
| Año                     | Lugar                   | Medalla                 | Categoría               |
| ----------------------- | ----------------------- | ----------------------- | ----------------------- |
| 1970                    | Londrina (Brasil)       | Medalla de oro          | +93 kg                  |